# 斯維奇基夫卡 (盧布尼區)
49°57′24″N 33°12′59″E / 49.95667°N 33.21639°E
斯維奇基夫卡（烏克蘭語：Свічківка），是烏克蘭的村落，位於該國中部波爾塔瓦州，由盧布尼區負責管轄，處於馬季亞什夫卡和斯塔德尼亞之間，海拔高度125米，2001年人口32人。